# استیون
استیون یا استیفن (به انگلیسی: Steven یا Stephen) نامی‌است ویژهٔ مردان. استیوی، استیو، استی و استف کوتاه شده‌های این نام در زبان انگلیسی‌اند. این نام برابر با استپان در زبان‌های روسی و ارمنی، استفانو در ایتالیایی، اشتفان در آلمانی و ایشتوان در مجاری می‌باشد.
این نام برگرفته از نام یونانی استفانوس (به یونانی: Στεφανος) -به معنای تاج- دارد. این واژه از ریشه نیاهندواروپایی *stebh- به معنای بُن و پایه می‌باشد. استفانوس یا سنت استفان روحانی‌ای مسیحی بوده است که بر پایهٔ عهد جدید محکوم به سنگسار گردیده و نخستین شهید مسیحی نیز شمرده می‌شود.

## استیون‌های سرشناس
- استیون (پادشاه انگلستان)
- استیون اسپیلبرگ
- استیون جرارد
- استیون هاوکینگ
- استیون کینگ

## منبع
- Behind the Name
- Etymonline